# Metoda Kjeldahl
Metoda Kjeldahl este o metodă analitică de determinare cantitativă a azotului din compuși organici, dar și a azotului conținut în compuși anorganici de tipul amoniacului și a sărurilor de amoniu (NH3/NH4+). Fără a aduce modificări metodei de bază, aceasta nu ajută la determinarea altor forme de azot anorganic, cum ar fi de exemplu nitrații. Metoda a fost dezvoltată de către Johan Kjeldahl în anul 1883.

## Metoda
Metoda presupune încălzirea substanței în prezență de acid sulfuric, care are rolul de a descompune substanțele organice prin procese de oxidare, eliberând astfel azotul redus sub formă de sulfat de amoniu. În această etapă, se adaugă sulfat de potasiu cu scopul de a crește punctul de fierbere al mediului de reacție (de la 337 °C la 373 °C). Se consideră că descompunerea probei este completă în momentul dispariției colorației negre inițiale, deci când mediul de reacție pare incolor. Urmează apoi distilarea soluției, cu o cantitate mică de hidroxid de sodiu, care are rolul de a transforma sărurile de amoniu în amoniac. Cantitatea de amoniac prezent, și implicit cantitatea de azot din probă, se va determina cu ajutorul unei titrări indirecte. Capătul refrigerentului folosit este imersat într-o soluție de acid boric, iar amoniacul va reacționa cu acidul. Acidul rămas, care nu a reacționat, este apoi titrat cu o soluție de carbonat de sodiu, folosindu-se ca indicator de pH metiloranjul. Cunoscând volumele respective, care au fost determinate în proces, și concentrațiile soluțiilor folosite la titrare, se fac calculele pentru determinarea procentului de azot din probă.
Reacțiile ce au loc în timpul procesului sunt:
Degradarea: Probă + H2SO4 → (NH4)2SO4(aq) + CO2(g) + SO2(g) + H2O(g)
Punerea în libertate a amoniacului: (NH4)2SO4(aq) + 2NaOH → Na2SO4(aq) + 2H2O(l) + 2NH3(g)
Captarea amoniacului: B(OH)3 + H2O + NH3 → NH4+ + B(OH)4−
Titrarea indirectă: B(OH)3 + H2O + Na2CO3 → NaHCO3(aq) + NaB(OH)4(aq) + CO2(g) + H2O
| Metoda Kjeldahl | Distilarea Kjeldahl |